# Киевский клуб русских националистов
«Ки́евский клуб ру́сских национали́стов» (ККРН, «Ки́евский клуб прогресси́вных ру́сских национали́стов», до марта 1917 года — «Клуб русских националистов города Киева») — внепартийная, умеренно-правая организация, существовавшая в Киеве в 1908—1917 годах. Членами клуба являлись видные представители киевской интеллигенции и духовенства, объединённые стремлением охранения русской национальной идеи. В 1917 году активная деятельность клуба постепенно сошла на нет из-за политических разногласий среди членов; в 1919 году многие члены ККРН были расстреляны большевиками.
Председатели: Василий Чернов (1908—1912), Анатолий Савенко (1912—1918).

## История

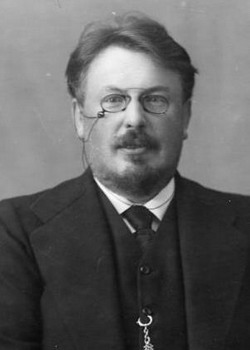
Анатолий Савенко, председатель Клуба в 1912—1918 годах

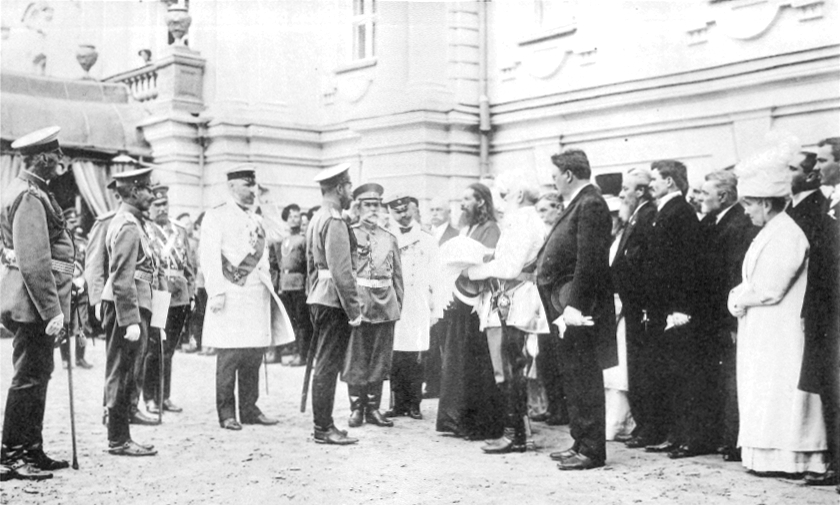
1911 год. Председатель клуба Савенко приветствует Николая II в составе депутации от правых организаций города Киева

Клуб был создан по инициативе А. И. Савенко и В. Е. Чернова в 1908 году. Клуб был задуман после революции 1905—1907 годов как организация, способная объединить национально-мыслящих русских людей независимо от их партийной принадлежности вокруг идеи о господствующем положении в государстве русского народа. Целью организации было заявлено: «распространение в обществе идей русского национализма, национального самосознания, проведение в жизнь идей мирного политического и культурного развития России, выяснение нужд и потребностей населения края и удовлетворение их легальными путями, борьба с вредными влияниями космополитизма и учениями антирусскими, противогосударственными и противообщественными, главным же образом, борьба с польским натиском и украинофильством и, наконец, объединение людей, исповедующих принципы национально-русской государственности».
Устав ККРН был утверждён 19 марта 1908 года. Члены клуба подразделялись на почётных членов, членов-учредителей, действительных членов и членов-сотрудников. Клуб управлялся Советом, который состоял из 18 членов и 2 кандидатов. Выборы в Совет проводились ежегодно. В 1909 году в ККРН числилось 326 человек, а в 1913 году уже 738. При клубе была открыта читальня, в которую выписывались газеты «Киевлянин», «Русское знамя», «Россия», «Вече», «Кремль» и другие, а также журналы «Исторический вестник», «Мирный труд». В клубе регулярно проводились собрания, на которых зачитывались доклады, обсуждались насущные темы.
Большое внимание ККРН уделял украинскому вопросу. Члены клуба видели серьёзную опасность в деятельности «сознательных украинцев» на Украине, направленной, по их мнению, на раскол в русском народе, (который согласно этнографическим представлениям в российской науке того времени делился на белорусов, великороссов и малороссов). ККРН принимал участие в организации церковных и гражданских торжеств, установке памятников, активно сотрудничал с организациями галицких русинов. Деятельность ККРН в 1911 году поддержал П. А. Столыпин, в речи к депутации клуба заявив: «Моё сочувствие и поддержка всецело на вашей стороне. Я считаю вас и вообще деятелей вашего клуба солью здешней земли». Одной из целей клуба было повышение сознательности граждан, их морального и нравственного облика. Клуб в том числе проводил работу по предотвращению еврейских погромов: так, после того как Столыпин попал в больницу со смертельным ранением, в помещении клуба было проведено совещание лидеров всех правых организаций Киева, на котором было вынесено решение о недопущении каких-либо манифестаций, «чтобы не дать этим пищу для насильственных выступлений», как заявил видный член ККРН В. Г. Иозефи.
Во время Первой мировой войны члены ККРН, которые не были мобилизованы, организовали благотворительную поддержку русской армии, устраивали приём раненых в клубных помещениях. В 1917 году Киевский клуб русских националистов был переименован в Клуб прогрессивных русских националистов по инициативе А. И. Савенко, который значительно «полевел», из-за чего от него отвернулись многие монархисты.
В 1917 году ККРН поддержал Февральскую революцию и переименовался в «Клуб прогрессивных русских националистов», а в дальнейшем стал основной для Внепартийного блока русских избирателей, который в январе 1918 года с 29,53 % поддержки занял по Киеву первое место на выборах в украинское Учредительное собрание. В конце 1918-начале 1919 года основной актив клуба в связи с приходом к власти в Киеве петлюровцев бежал из Киева в Одессу. В городе остались в основном только бывшие члены ККРН, вышедшие из клуба из-за разногласий с Савенко или по иным причинам.

## Расстрел членов Клуба в Киеве в 1919 году
Вскоре активная деятельность клуба прекратилась, а в 1919 году многие его члены были расстреляны во время красного террора, когда после захвата Киева большевиками в январе 1919 года в ЧК попал список членов клуба с подробными адресами; по этому списку было арестовано около 60 человек, из них расстреляно по меньшей мере 53 человека. Газета «Большевик» сообщала:

В первую голову пошли господа из стана русских националистов. Выбор сделан очень удачно и вот почему. Клуб «русских националистов» с Шульгиным и Савенко во главе был самой мощной опорой царского трона, в него входили помещики, домовладельцы и купцы Правобережной Украины.

…

Сколько ни было правительств после революции, ни одно из них не трогало пихновского гнезда. Поэтому вся масса черносотенной буржуазии, голосовавшая за «русский список», в числе достигавшая 53 000, чувствовала себя в Киеве очень спокойно.

…

Расстрел клуба русских националистов, разбивая организацию «хлеборобов-собственников» — протофисовских Голицыных, Кочубеев и т. п. дает хороший урок и украинской чёрной сотне.
— Передовая статья газеты «Большевик» от 25 мая 1919 года. — Киев, 1919.

## Известные члены клуба
См. также: Члены Киевского клуба русских националистов
Членами ККРН были учёные: В. Е. Чернов, Т. Д. Флоринский, Ю. А. Кулаковский, М. Н. Лапинский, В. К. Линдеман, А. А. Муратов, В. Н. Проценко, А. О. Поспишиль, П. Н. Ардашев, Н. А. Оболонский, С. Т. Голубев, П. Я. Армашевский, И. П. Матченко, К. Д. Попов; представители духовенства: прот. Г. Я. Прозоров, М. А. Стельмашенко, М. Д. Златоверховников, С. И. Трегубов, М. В. Митроцкий, Тихон (Лященко); отставные генералы: В. И. Баскаков, А. И. Евский, П. Г. Жуков, П. К. Ланге, Н. Э. Милорадович; купцы: Я. П. Кобец, В. В. Коноплин, А. П. Слинко, Я. Н. Бернер, П. А. Гомоляка, Н. И. Чоколов; общественные деятели: В. Я. Демченко, граф А. А. Бобринский, И. М. Рева, Д. В. Туткевич, А. В. Стороженко, К. Е. Сувчинский, С. Н. Щёголев, В. В. Шульгин, Н. Н. Чихачев, В. В. Страхов и другие. Почетными членами Клуба состояли А. А. Сидоров, Д. И. Пихно, граф Л. А. Бобринский, Т. Д. Флоринский, И. А. Сикорский, П. А. Зилов.